# Tillandsia compressa
Tillandsia compressa är en gräsväxtart som beskrevs av Carlo Luigi Giuseppe Bertero, Schult. och Julius Hermann Schultes. Tillandsia compressa ingår i släktet Tillandsia och familjen Bromeliaceae. Inga underarter finns listade i Catalogue of Life.